# 山口泰雅
山口 泰雅 (やまぐち たいが、2000年10月27日 - )は、ラグビーユニオン選手。ジャパンラグビーリーグワンのNECグリーンロケッツ東葛に所属している。

## 略歴
2019年、目黒学院高校卒業後、東洋大学に入学。
2022年、東洋大学ラグビー部のFWリーダーに就任。
2023年、日野レッドドルフィンズに加入。同年12月9日に行われたJAPAN RUGBY LEAGUE ONE第1節清水建設江東ブルーシャークス戦にて先発出場でリーグワン公式戦初出場を果たした。
2025年5月、日野レッドドルフィンズを退団。
2025年8月、NECグリーンロケッツ東葛に加入。